# Claudio Fossati (musicista)
Claudio Fossati (Genova, 5 ottobre 1973) è un compositore, batterista e percussionista italiano, figlio del cantautore genovese Ivano Fossati e della prima moglie del cantautore, Gildana Caputo.

## Biografia
Spesso attivo come turnista, oltre ad essere il batterista nei tour del padre, ha suonato con il cantautore genovese Paolo Cogorno e come percussionista negli Yo Yo Mundi e negli Avarta.
Collabora spesso con Edgardo "Dado" Moroni, pianista jazz genovese. Proprio con Moroni ha orchestrato per percussioni e contrabbasso il brano "Blood of Eden" di Peter Gabriel, presente nell'album di esordio di Cogorno, "Rumore di fondo", del 1996.
Con il chitarrista Fabrizio Barale e il tastierista Pietro Cantarelli ha composto le musiche e i testi delle canzoni contenute nell'album "Io non sono innocente", interpretato da Luvi De André, uscito nel 2006.

## Discografia
- Io non sono innocente, Luvi De André (2006)
- Oggi domani (F. Barale)
- Fiore femmina (musica: F. Barale - testo: P. Cantarelli / C. Fossati)
- Vivere così (musica: F. Barale - testo: P. Cantarelli / C. Fossati)
- Io non sono innocente (C. Fossati)
- Al di là delle nuvole (musica: P. Cantarelli - testo: P. Cantarelli / C. Fossati)
- Fuga d'amore (musica: F. Barale - testo: F. Barale / C. Fossati)
- Lentamente (musicaF. Barale - testo: F. Barale / C. Fossati)
- Ismahel (P. Cantarelli)
- Piovono Fulmini (C. Fossati)
- Il disegno (musica: P. Cantarelli - testo: P. Cantarelli / C. Fossati)
- La verità delle parole (C. Fossati)
- Giocando in equilibrio (C. Fossati)

### Collaborazioni
Oltre a lavorare con il padre, Claudio Fossati ha collaborato con:
- Paolo Cogorno, "Rumore di fondo", 1996
- Ornella Vanoni, "Adesso: Live San Remo", 1999
- Yo Yo Mundi, "Sciopero", 2001
- Riccardo Tesi & Banda Italiana, "Thapsos", 2001
- Yo Yo Mundi, "La libertà", 2003
- Giorgio Gaber, "Io Non Mi Sento Italiano", 2003
- Samuele Bersani, - "Caramella smog", 2003
- Yo Yo Mundi, "Alla bellezza dei margini", 2003
- Avarta, "Avarta", 2003
- Riccardo Tesi & Banda Italiana, "Lune", 2004
- Adriano Celentano, "Esco di rado e parlo ancora meno", 2000
- Roberto Tardito, "Era una gioia appiccare il fuoco", 2014
- Roberto Vecchioni
- Tony Levin
- Trilok Gurtu
- Ivan Lins